# Rafael Salamovich
Rafael Salamovich Brotfeld (Santiago del Cile, 15 gennaio 1915 – Santiago del Cile, 3 febbraio 2006) è stato un cestista cileno.

## Carriera
Con il Cile ha preso parte alle Olimpiadi del 1936.